# Disciples II: Gallean’s Return
Disciples II: Gallean’s Return — объединение двух дополнений к пошаговой стратегии Disciples II: Dark Prophecy для PC от Strategy First, выпущенное в 2005 году. Включает в себя Disciples II: Servants of the Dark и Disciples II: Guardians of the Light — дополнения, в 2003 году выпущенные отдельно.

## Особенности дополнений
Каждое дополнение устанавливается вместе с исходной игрой последней версии. «Disciples II: Gallean’s Return» добавляет в игру по одной новой кампании за каждую расу по три миссии в каждой. Соответственно, «Disciples II: Servants of the Dark» добавляет кампании за нежить и демонов, а «Disciples II: Guardians of the Light» — за людей и гномов. Действие происходит на Невендааре. Сюжетная линия «Возвращения Галлеана» напрямую продолжает сюжет исходной игры.
В игру добавлены такие возможности, как быстрое подведение итогов боя, несколько уникальных юнитов и четыре новые музыкальных темы. Несколько усовершенствован AI противников (например, противник при появлении враждебного героя в поле зрения может наложить на него заклинания, перед нападением на сильного противника может наложить заклинания на своих героев), а в остальном игровой процесс практически полностью аналогичен таковому в исходной игре. Появилась возможность изменять разрешение игры с 800×600 до 1024×768 или 1280×1024. С дополнениями поставляются встроенный редактор сценариев, генератор случайных карт и 16 дополнительных сценариев.

## Disciples II: Servants of the Dark
Disciples II: Servants of the Dark, или Disciples II: Гвардия тьмы, Disciples II: Служители тьмы — дополнение, добавляющее две кампании: за Орды Нежити и Легионы Проклятых.

### Сюжет

#### Орды Нежити
Галлеан, воскрешённый Мортис, ужаснулся её нового обличия — богини смерти — отверг свою бывшую супругу и исчез. Оскорблённая богиня решила отомстить за предательство, расправившись с народом своего супруга — эльфами, причём чужими руками. Мортис решила обмануть Горные Кланы, чтобы те напали на эльфов, и один из её слуг, Дух Прушин, принял облик волка-призрака. Он завоевал доверие гномов, убив вампира Виримоса, и приказал им открыть с помощью рун врата в царство богов — якобы для того, чтобы почтить таким образом Вотана, бога гномов.
Тем временем Мортис узнала о появившемся среди эльфов Лакла’ане — аватаре Галлеана, почитаемом эльфами как мессия и пророк. Вестник Галлеана мог представлять опасность для её планов и она решила убить его. В процессе поисков нежить столкнулась со странным феноменом — водоворотом, куда звал повелительный голос Могильного Голема. Вор Нит, не по своей воле служивший Мортис и мечтавший о смерти, с её согласия отдал свою жизнь Голему.
Трудные поиски Лакла’ана завершились успехом, но армия нежити несколько опоздала — пророка убили и разорвали на части демоны. Мортис приказала собрать останки эльфийского мессии и воскресить Лакла’ана. Восставший из мертвых Лакла’ан, ныне тёмный эльф, сын Галлеана и Мортис, вышел навстречу эльфийским воинам, прибывшим к столице Орд требовать выдачи тела своего пророка, и перебил большую их часть, насмехаясь над бывшими сородичами.
Для того, чтобы направить магическую силу гномов в нужное русло, Мортис необходимо было убить хранителей знаний и отшельников у трёх Колец друидов. Орды совершили это, и Лакла’ан отправился к центральному кругу друидов, чтобы вызвать Галлеана. Пророк Мортис назвал явившегося на зов бога эльфов слабым и забытым богом. Галлеан, испытав ярость и ненависть, несвойственные его светлой природе, воплотил свой гнев в чудовищного Зверя, чего и добивалась Мортис. Орды убили Зверя, но трупный яд отравил ближайшие земли, став причиной гибели многих эльфов.
Потом Галлеан плакал, и его слёзы дождём омывали Невендаар долгие недели. Богу эльфов был преподан жестокий урок — он узнал, что и сам может быть таким же ужасным, как и преданная им супруга. Месть Мортис свершилась.

#### Легионы Проклятых
Потерпев неудачу с воплощением Бетрезена, демоны решают сменить тактику: вместо того, чтобы высвободить своего создателя из преисподней, превратить в преисподнюю весь Невендаар. Но для воплощения этого замысла им нужен мощный источник магической энергии. Демоны захватывают три эльфийских города, невзирая на сопротивление эльфов и подчинённых им зеленокожих, и, обыскав библиотеки, узнают, где находится такой источник — это магический колодец во владениях эльфов, между тремя древними эльфийскими городами.
Но эльфам помогают войска Империи (точнее, барона Эмри Абриссельского, основного претендента на престол Империи), и Легионам, ослабленным междоусобицей, вызванной предательством Утера, (см. «Disciples II: Dark Prophecy») стоит опасаться прочного союза этих рас: против объединённых сил людей и эльфов демонам не устоять. Легионы решают убить духовного лидера эльфов, аватара Галлеана по имени Лакла’ан, почитаемого эльфами как мессия и пророк; демоны справедливо полагают, что смерть Лакла’ана может рассорить людей с эльфами. Надеясь на помощь войск графа Кроули, религиозного фанатика, который не только принимает демонов Бетрезена за ангелов, но ещё и смертельно ненавидит эльфов, считая их язычниками, демоны находят Лакла’ана. Но на месте встречи со слугами Кроули находят людей Эмри, которые к тому времени расправились с предателями Кроули. Демоны понимают что всё придётся делать самим. Они находят и убивают Лакла’ана. Убийство — якобы с помощью слуг Кроули — сваливают на Эмри Абриссельского. Разгневанные эльфы разрывают союз с Империей.
После убийства Лакла’ана демонам уже ничто не мешает идти на приступ источника. Доблестное сопротивление, возглавляемое принцессой Друллиа’ан, дочерью и наследницей королевы Таладриэль, не в силах сдержать натиск Легионов. Получив доступ к магическому колодцу, демоны устраивают свой ужасный ритуал. По Невендаару начинает распространяться демоническая чума Бетрезена.

## Disciples II: Guardians of the Light
Disciples II: Guardians of the Light, или Disciples II: Гвардия света, Disciples II: Хранители света — дополнение, добавляющее две кампании: за Империю и за Горные Кланы.

### Сюжет

#### Империя
После гибели Демосфена и предательства Утера в Империи заявляют о себе три претендента на престол: барон Эмри Абриссельский, паладин, полководец, возглавлявший сопротивление демонам; глава тайной службы Империи герцогиня Амбриэль Верциллинская и глава инквизиции граф Фламель Кроули. К Эмри прибывает посольство эльфов во главе с девой-оракулом Миллу с просьбой защитить их народ от нежити. Слуги Кроули, узнав о контактах Эмри с «язычниками», обвиняют барона в богоотступничестве, но он всё равно решает оказать эльфам помощь. Амбриэль, со своей стороны, посылает Эмри гонца с предложением поддержать её в борьбе за трон, но барон, не желая уступать, приглашает её на банкет, чтобы обсудить детали. Восхищённый умом и красотой Амбриэль, он предлагает союз, но герцогиня пока не даёт ясного ответа. Войска Эмри, пришедшие на помощь эльфам, обнаруживают их поражёнными чумой и безумными.
Силы Империи освобождают три города эльфов, но спасти их жителей уже не удаётся. Тем не менее, эльфы благодарны людям, и приглашают Эмри встретиться со своим мессией, Лакла’аном. Однако до встречи не доходит: Лакла’ан оказывается убитым, а Фламель Кроули дезинформирует эльфов, будто это сделали люди Эмри. Гномы также не принимают послов от барона. Эмри выступает против Кроули.
Войска Эмри встречают на своем пути тёмного эльфа с именем эльфийского мессии — Лакла’ана. Тот, презрительно поговорив с людьми, скрывается. От Амбриэли к Эмри иногда приходят гонцы, сообщая ему разные полезные сведения. Так Эмри узнаёт, наконец, что Кроули на самом деле поклоняется не Верховному Отцу, а Бетрезену, и помогают ему не ангелы, а демоны. Войска Эмри убивают Кроули, перед смертью осознавшего, что демоны обманули его. Но эльфы всё ещё считают, что в смерти их пророка виноват Эмри, и гномы также не желают мира с людьми.
До барона Абриссельского доходят сведения о том, что рядом с землями Верциллина активизировались Легионы Проклятых, и по этим землям распространяется демоническая чума. Эмри приводит войска к герцогине Амбриэль и предлагает ей объединить силы, разделив между собою власть. Та соглашается. Совместными усилиями они останавливают чуму, убив Небироса — чудовище, вскормленное кровью Бетрезена. Земли очищаются от скверны, и эльфийская принцесса Иллюмиэль, находившаяся всё это время под защитой Амбриэль, благодарит людей и отправляется к своему народу. Во время празднования победы начинаются переговоры о бракосочетании Эмри Абриссельского и леди Амбриэль.

#### Горные Кланы
Горные Кланы, победив Нидхёгга и предотвратив Рагнарёк, восстанавливают прерванные связи между кланами. Королева Яата’Халли решает созвать Орден Хранителей Знаний, чтобы создать единый свод знаний и сохранить их во избежание новых катастроф.
Посланники королевы встречают на своем пути вампира Виримоса, который угрожает им, но внезапно появляется Волк, представившийся служителем Вотана и убивает Виримоса. Потом Волк вручает гномам свиток, объясняя, что там изложена воля Вотана, и исчезает.
Вернувшиеся гонцы приносят неутешительные новости: Хранители знаний кланов Тандерхаммер и Блэкстоун были убиты, а хранитель знаний форта Айронхилл, запечатавший Бетрезена в подземной темнице при помощи рунной печати, погиб во время землетрясения. Ему на замену был избран хранитель знаний клана Севендаск, наименее пострадавшего от последних катаклизмов. На обучение новых хранителей могли уйти годы, и поэтому гномы решили связаться с хранителем Гринфлинтом, покинувшим орден в знак протеста ещё во времена Первой Великой войны. Гринфлинт решает обратиться за помощью к другим подобными ему отшельникам — Гримпику и Хиллрасту.
Вместе с оставшимися хранителями знаний их стало двенадцать — столько, сколько нужно для проведения ритуала, которого якобы жаждет Вотан. Но церемонию проведения ритуала неожиданно прерывает явление тёмного эльфа Лакла’ана с армией нежити. Послание Вотана было обманом: Мортис использовала церемонию, чтобы отомстить отвергнувшему её Галлеану, заодно нанеся удар по гномам. Многие новообращённые хранители знаний гибнут. Желая отомстить за обман и кощунство, гномы идут войной на столицу нежити; королева сама лично возглавляет войска. Эльфы, в поисках пропавшего Лакла’ана подошедшие к столице Кланов, узнают от гномов, что Мортис превратила их пророка в тёмного эльфа.
Гномы заключают союз с эльфами и вместе штурмуют город, предварительно уничтожив Могильного Голема — преграждающее подступы к столице чудовище, собранное из тел бесчисленных жертв слуг Мортис. После победы королева решает, что Горным Кланам пора более активно участвовать в судьбе Невендаара и рассылает гонцов к людям и эльфам для укрепления дипломатических отношений.

## Дополнительные сценарии
С игрой поставляется несколько дополнительных сценариев, описывающих события между Первой Великой войной и основным сюжетом игры.
- Возвращение к былым временам описывает историю жителей Мальдинианских островов, пожелавших воскресить погибших в Первой Великой войне близких и обманутых ведьмой, оказавшейся нежитью по имени Ху’Ларш.
- Город потерянного племени описывает противостояние жестокому племени варваров, подчиняющихся повелевающему молниями чужеземцу.
- Загнанный зверь повествует о стране Криос, где жили в относительном мире эльфы, гномы и обитатели болот, пока Мортис не послала туда нежить по имени Ганеш, чтобы завладеть дающим силу порталом. К порталу решил выступить гномий мудрец Дерон.
- Хрупкий союз повествует о поисках пропавшей гномьей принцессы Эрины.
- Дьявольская ночь описывает историю крепости Отваги, которую контролировали ангелы милосердия, пока крепость не оказалась в перекрестье интересов Легионов Проклятых и Горных Кланов.
- Хейлстоун рассказывает о могучем артефакте — каменном кольце, которое гномы-отступники прячут от чужого посягательства.
- Ненависть рассказывает о короле Вергилии, решившем воскресить своего умершего сына. Его действия привели к проклятию земель королевства Битазар.
- Река Проклятых повествует о демоне Сционе в облике красного дракона, потомке ведьмы Синклер и божественного лекаря Солариса. Он обосновался в некогда благословенных землях Согласия, и отравил реку своей ненавистью. Последователи культа Синклер являются угрозой для любых пришельцев.
- Осада Катраса рассказывает о могущественной Сфере Жизни, которую люди с помощью эльфов пытаются уберечь от демонов и нежити.

## Издания, переиздания и локализации
В 2003 году Strategy First выпустила два дополнения к Disciples II: Dark Prophecy: Disciples II: Servants of the Dark и Disciples II: Guardians of the Light. В том же году компания «Руссобит-М» выпустила российские локализации этих дополнений: Disciples II: Гвардия Тьмы и Disciples II: Гвардия Света соответственно. В дополнениях, как и в «Кануне Рагнарека», были переозвучены реплики героев всех игровых рас, кроме демонов, изъясняющихся в оригинале на искаженной латыни и переведены все тексты.
В 2005 году Strategy First объединила дополнения в один, Disciples II: Gallean’s Return. В том же году компанией Stardock Gallean’s Return был переиздан в составе сборника Disciples II: Gold Edition. Также, в 2005 году «Руссобит-М» локализовал Gallean’s Return и выпустил его в составе сборника Disciples II: Летопись Вселенной.
В 2006 году компанией «Акелла» объединенное дополнение был локализовано как Disciples II: Возвращение Галлеана и выпущено в составе двух сборников: Disciples Gold и Disciples World. Части «Возвращения Галлеана» получили названия «Служители тьмы» и «Хранители света» соответственно. В сборник Disciples World вошли Disciples: Sacred Lands, Disciples II: Возвращение Галлеана и Disciples II: Rise of the Elves. В дополнении, как и в исходной игре, были переведены все тексты, но было оставлено оригинальное озвучивание героев всех рас.